# Burning Airlines
Burning Airlines — американський рок-гурт із Вашингтона, округ Колумбія. Гурт існував у 1997—2002 роках.

## Історія
У 1997 році учасник гурту Jawbox, Зак Барокас (Zach Barocas), вирішив повернутися до Нью-Йорка, оскільки він хотів вступити до кіношколи. Барабанщик Пітер Моффет (Peter Moffett) (екс-учасник гуртів Government Issue та Wool) був залучений як його заміна, і гурт почав планувати тур Європою; але турне було скасовано, а Пітер Моффет так і не став учасником гурту Jawbox, оскільки Jawbox розпався пізніше в 1997 році.
Після розпаду гурту Jawbox, екс-учасники Jawbox, Білл Барбот (Bill Barbot) і Кім Колетта (Kim Coletta), одружилися пізніше в 1997 році.
Гурт Burning Airlines створили екс-учасники Jawbox, Джеймс Роббінс і Білл Барбот, до яких приєднався Пітер Моффетт. Назва гурту взята з пісні Брайана Іно (Brian Eno) «Burning Airlines Give You So Much More», 1974 року (альбом Taking Tiger Mountain (By Strategy)).
У 1998 році Burning Airlines випустили свій перший сингл Carnival/Scissoring (7" вінілова платівка). У 1999 році вийшов їх дебютний альбом Mission: Control!, на лейблі DeSoto Records.
Не маючи змоги гастролювати з гуртом повний робочий день, Білл Барбот покинув гурт. Його замінив давній друг, технічний працівник сцени (роуді) гурту Jawbox, Майк Харбін (Michael Harbin). Цей склад багато гастролював і записав другий альбом Identikit, випущений на лейблі DeSoto Records, у 2001 році. До гурту приєднався другий гітарист/клавішник/вокаліст Бенджамін Пейп (Benjamin Pape).
Під час великого турне гурту Burning Airlines по Північній Америці, 11 вересня 2001 року сталася відома терористична атака. Багато клубів відмовилися розміщувати на помітному місці провокаційну назву гурту, і гурт розглядав можливість змінити назву. Але вирішили, що назва все ще доречна, актуальна і набула нового змісту. Одного вечора, невдовзі після терактів 11 вересня 2001 року, Роббінс — у турі зі своїм гуртом, Burning Airlines — застряг на зупинці вантажівок в Огайо. Роббінс, думаючи про свою дружину у Вашингтоні, зрозумів, що готовий до змін. «Між мною та водієм вантажівки на великій відстані не було жодної різниці, і я насправді не хотів бути водієм вантажівки на великій відстані», — сказав він. «Я подумав: „Можливо, на мене вдома чекає пригода, про яку мені потрібно дізнатися“».
У 2002 році гурт раптово розпався.

## Дискографія

### Альбоми
- Mission: Control! (DeSoto Records, 1999)
- Identikit (DeSoto Records, 2001)

### Сингли
- Carnival/Scissoring 7" (Desoto Records, 1998)
- Back of Love split with Braid (DeSoto Records, 1999)
- The Deluxe War Baby split with At the Drive-In (Thick Records, 2000)

## Споріднені гурти
- Admiral — Michael Harbin
- Channels — J. Robbins
- Dove — Peter Moffet
- Forensics — Michael Harbin
- Government Issue — J. Robbins, Peter Moffet
- Jawbox — J. Robbins, Bill Barbot
- Report Suspicious Activity — J. Robbins
- Wool — Peter Moffet
- Jack Potential — Mike Harbin
- Office of Future Plans — J. Robbins